# Säivisnäs (naturreservat)
Säivisnäs är ett naturreservat i Kalix och Haparanda kommuner i Norrbottens län.
Området är naturskyddat sedan 1995 och är 1,1 kvadratkilometer stort. Reservatet omfattar en halvö vid kusten söder om orten Säivisnäs. Reservatet består av hällmarksskogar, klippområden, myrpartier, sumpskogar och granskogar.  